# Saint-Martin-de-Blagny
Saint-Martin-de-Blagny – miejscowość i gmina we Francji, w regionie Normandia, w departamencie Calvados.
Według danych na rok 1990 gminę zamieszkiwały 124 osoby, a gęstość zaludnienia wynosiła 14 osób/km² (wśród 1815 gmin Dolnej Normandii Saint-Martin-de-Blagny plasuje się na 762. miejscu pod względem liczby ludności, natomiast pod względem powierzchni na miejscu 582.).